# Girolamo Rainaldi

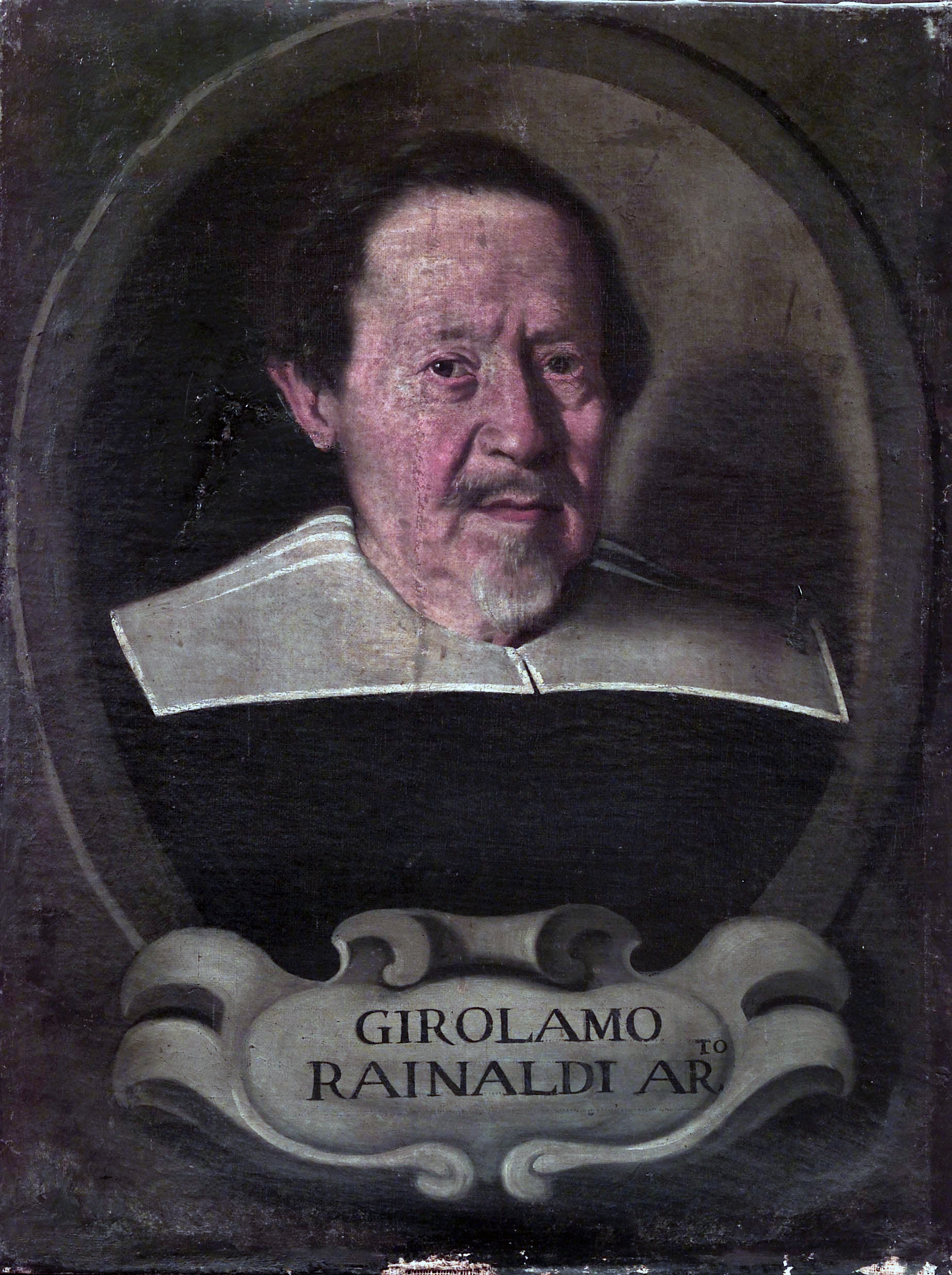
Girolamo Rainaldi

Girolamo Rainaldi (1570 - 15 juli 1655) was een Italiaans architect die behoort tot de stijlperiode van het maniërisme (late renaissance). Hij werkte dikwijls samen met andere architecten en was een concurrent van Bernini. Zijn zoon, Carlo Rainaldi, werd ook een vooraanstaand architect, die werkte in de stijl van de barok.

## Biografie
Rainaldi werd geboren te Rome, als zoon van een kunstschilder uit Norcia.
Hij werd opgeleid tezamen met architect-ingenieur Domenico Fontana en werd de zakelijke partner van Giacomo della Porta. Samen met deze laatste werd hij pauselijke architect onder Paus Sixtus V. Hij werd benoemd tot pauselijk hoofdarchitect in 1602 en was bijgevolg altijd aan het werk aan voornamelijk kleinere projecten, zoals het opsmukken van altaars of kerkrenovaties. Hij was ook bezig met langlopende projecten in samenwerking met andere architecten, vooral aan de Sint-Pietersbasiliek en met de afwerking van Michelangelo's project op de Capitolijn.
Het meest invloedrijke werk van Rainaldi was het ontwerp van de gevel van de kerk Chiesa di Gesù e Maria. Het project begon in 1642, en was niet voltooid bij Rainaldi's dood. Hij ontwierp eveneens het paleis dat te zien is op het Piazza del Gesù, dat een jezuïetenklooster werd. Hij overschaduwde zelfs tijdelijk Bernini, toen hij de favoriete architect werd van kardinaal Pamphili, die later bekend zou worden als Paus Innocentius X. In de nadagen van zijn carrière startte hij met de bouw van het Palazzo Pamphilj op het Piazza Navona. Hij ontwierp eveneens het grondplan van de Sant'Agnese in Agone en legde de funderingen ervan in 1652. Het volgende jaar echter werd hij vervangen door Francesco Borromini, die een heel andere voorgevel op Rainaldi's basis zou plaatsen. Toen Rainaldi stierf, werd de hulp van zijn zoon Carlo Rainaldi ingeroepen om Borromini te vervangen.
Rainaldi werkte ook voor kardinaal Odoardo Farnese. Hij werd door de Farnese-familie opgedragen om de kerk van SS Maria e Silvestro te bouwen in Caprarola, een mooie en originele kerk die aan de behoefte moest voldoen van de vragende partij, namelijk de karmelietenorde. Rainaldi, die twee monumentale fonteinen had verbouwd voor de Farnese-familie op het Piazza Farnese in 1626, werd naar Parma gebracht om er daar 2 paleizen voor hen te bouwen. Tijdens zijn verblijf daar hielp hij ook bij het ontwerp van het gewelf van de Santissima Annunziata.
Rainaldi heeft ook in Bologna gewerkt. Onder andere het gewelf van de basiliek van San Petronio is van zijn hand. Dit werd voltooid door Francesco Martini. Ook ontwierp hij er de kerk van Santa Lucia in 1623.
Girolamo Rainaldi heeft een bescheiden begraafplaats naast zijn vader, in de kerk van Santi Luca e Martina. Deze is deels ontworpen door zijn vader en deels door Pietro da Cortona.